# 네코파라
네코파라는 NEKO WORK에서 만든 일본 게임 프로젝트이다.
2014년 12월 29일, 네코파라 의 데모 버전이 출시되었습니다 그리고 2015년 드디어 첫 게임이 나왔다. .

## 캐릭터
쇼콜라: 그녀는 바닐라의 쌍둥이 자매이자 미나두키 캣걸 중 막내이다. 그녀는 복잡한 일을 잘 처리하지 못하지만 항상 친절하고 에너지가 넘친다. 그녀는 일을 완전히 생각하기 전에 행동으로 옮기는 경향이 있다. 서투른 순간에도 불구하고 그녀의 적극적인 태도는 주변의 모든 사람들로부터 많은 사랑을 얻는다.
바닐라: 그녀는 쇼콜라의 쌍둥이 자매이자 미나두키 캣걸 중 막내이다. 바닐라는 감정 표현을 거의 하지 않아 오해받기 쉽다. 사실, 그녀는 매우 똑똑하고 종종 놀라운 통찰력을 제공한다. 그녀의 날카로운 재치와 내 방식대로 하는 태도는 그녀의 쇼콜라를 정반대로 만든다. 그러나 그녀는 여전히 친절하고 고양이와 같습니다
시나몬: 그녀는 사실 종종 다른 캣걸들의 엄마처럼 행동하는 사려 깊고 기민한 캣걸이다. 그녀는 에로틱한 것에 민감하고 흥분에 헐떡이는 데 많은 시간이 걸리지 않는다. 그녀의 회사는 때때로 마조히즘적인 환상에 직면하여 다른 사람들의 인내심을 요구한다. 캣걸들 중에서 가장 가슴 사이즈에 자신 있는 사람이기도 하다.
아즈키: 아즈키는 본성을 숨기지 않는다. 그녀는 종종 약간의 무례한 단어로 자신의 마음을 표현하는 것을 두려워하지 않는다. 대부분의 작업은 기껏해야 그녀에게 성가신 일이며, 그녀에게 어떤 일을 할 동기가 거의 없다. 하지만 그녀는 실제로 꽤 유능하며 일을 시키면 거의 모든 것을 할 수 있습니다 (육체 노동 제외). 하지만 그녀는 자신의 몸집에 대한 콤플렉스를 가지고 있다. 그녀 주변에서 "짧은 다리"를 언급하지 마십시오.
단풍: 그녀는 최신 브랜드 제품을 좋아하고 시구레에서 뭔가를 원할 때만 가르랑거린다. 그녀는 일반적으로 솔직하게 말하지만 주변 사람들에게 주의를 기울인다. 그녀는 속담처럼 밤에 화장실에 가는 길에 항상 모든 불을 켜는 무서운 고양이이다. 모든 캣걸 중에서 그녀의 혀는 뜨거운 것에 가장 민감한다.
코코넛: 그녀의 키에도 불구하고 그녀는 실제로 미나두키 캣걸즈 중 세 번째 막내이다. 여성스럽지 않은 외모에 약간의 콤플렉스가 있다. 그러나 주인(시구레)에 대한 충성심은 어떤 개보다 높고, 뛰어난 신체 능력을 가지고 있다. 그녀는 사람들을 돕는 것을 좋아하지만, 조정 능력이 부족하여 거의 항상 실패한다.
시구레:  카슈, 그녀는 오빠에게 깊은 애착을 가지고 있다. 그녀는 사업에 상당한 재능을 가지고 있으며 비밀리에 자신의 회사를 운영한다. 아직 집을 떠날 수 없는 그녀는 그림자 속에서 카쇼를 응원하고 있다. 그녀는 때때로 통제 불능 상태가 된다.
| Vol.   | 일본 이름                | 중국 이름                      | 주인공           | 오프닝곡                                                                                 | 엔딩 테마                                                                                      | 발행일           |
| ------ | ------------------------ | ------------------------------ | ---------------- | ---------------------------------------------------------------------------------------- | ---------------------------------------------------------------------------------------------- | ---------------- |
| 1      | ソレイユ開店しました！   | ~La Soleil 오픈! ~             | 초콜릿, 바닐라   | タイヨウパラダイス (선 파라다이스) 보컬: nao, 작사: Xue Ren, 작곡: Shuicheng Newcomer    | ねこまんま日和 (고양이 같은 날씨) 보컬: Shuang Yueyao, 작사: Xue Ren, 작곡: Shuicheng Newcomer | 2014년 12월 30일 |
| 0      | 水無月ネコたちの日常！   |                                | 전체 (외부)      | -                                                                                        | -                                                                                              | 2015년 8월 16일  |
| 2      | 姉妹ネコのシュクレ       | ~귀여운 고양이 소녀 자매~      | 코코넛, 팥       | ドキドキ☆ココロ☆フレーバー 보컬: 사카키바라 유이, 작사: 야마시타 신이치로, 작곡: Team-OZ | 100にゃんパワーで夢心地 보컬: 사카키바라 유이, 작사: 야마시타 신이치로, 작곡: Team-OZ          | 2016년 2월 20일  |
| 삼     | ネコたちのアロマティゼ   | ~향기나는 고양이 소녀 자매~    | 단풍나무, 월계수 | ネコイチ 노래, 작사: Duca 작곡: Scuderia K                                               | Growing 노래, 작사: Duca 작곡: Scuderia K                                                      | 2017년 5월 26일  |
| 추가의 | 仔ネコの日の約束         | ~키티데이의 약속~              | 전체 (외부)      | </br> 노래 및 작사: ?; 작곡: ?;                                                          | </br> 노래, 작사: ?; 작곡: ?                                                                   | 2018년 7월 27일  |
| 4      | ネコとパティシエのノエル | ~고양이와 파티셰의 크리스마스~ | 완벽한           | SWEET×SWEET 노래: KOTOKO, 작사: PHA;                                                     | NEGAIGOTO 노래: KOTOKO, 작사: PHA                                                              | 2020년 11월 27일 |